# Sulęcinek (gromada)
Sulęcinek – dawna gromada, czyli najmniejsza jednostka podziału terytorialnego Polskiej Rzeczypospolitej Ludowej w latach 1954–1972.
Gromady, z gromadzkimi radami narodowymi (GRN) jako organami władzy najniższego stopnia na wsi, funkcjonowały od reformy reorganizującej administrację wiejską przeprowadzonej jesienią 1954 do momentu ich zniesienia z dniem 1 stycznia 1973, tym samym wypierając organizację gminną w latach 1954–1972.
Gromadę Sulęcinek z siedzibą GRN w Sulęcinku utworzono – jako jedną z 8759 gromad na obszarze Polski – w powiecie średzkim w woj. poznańskim, na mocy uchwały nr 37/54 WRN w Poznaniu z dnia 5 października 1954. W skład jednostki weszły obszary dotychczasowych gromad Sulęcin i Sulęcinek  ze zniesionej gminy Krzykosy oraz obszar dotychczasowej gromady Garby i kilka parceli i działek z obrębu Pigłowice-Dwór z dotychczasowej gromady Mądre ze zniesionej gminy Zaniemyśl w tymże powiecie. Dla gromady ustalono 14 członków gromadzkiej rady narodowej.
1 stycznia 1960 do gromady Sulęcinek włączono obszar zniesionej gromady Murzynowo Leśne w tymże powiecie.
Gromada przetrwała do końca 1972 roku, czyli do kolejnej reformy gminnej.